# Mary Bridget Davies
Mary Bridget Davies (Cleveland, 20 agosto 1978) è un'attrice e cantante statunitense, nota interprete della musical di Janis Joplin.
Per aver interpretato Janis Joplin nel musical di Broadway A Night with Janis Joplin è stata candidata al Tony Award alla miglior attrice protagonista in un musical nel 2014.